# Omblèze
Omblèze – miejscowość i gmina we Francji, w regionie Owernia-Rodan-Alpy, w departamencie Drôme.
Według danych na rok 1990 gminę zamieszkiwały 64 osoby, a gęstość zaludnienia wynosiła 1 osób/km² (wśród 2880 gmin regionu Rodan-Alpy Omblèze plasuje się na 1554. miejscu pod względem liczby ludności, natomiast pod względem powierzchni na miejscu 40.).